# Trajanov forum
Trajanov forum (lat. Forum Traiani; italijanščina: Foro di Traiano) je bil zadnji imperialni forum, ki je bil zgrajen v starem Rimu. Arhitekt Apolodor iz Damaska je nadziral njegovo gradnjo.

## Zgodovina
Ta forum je bil zgrajen po nalogu cesarja Trajana z vojnim plenom iz osvajanja Dakije, ki se je končalo leta 106. Fasti Ostienses navaja, da je bil Forum odprt leta 112, Trajanov steber pa postavljen in nato odprt leta 113.
Za izgradnjo tega monumentalnega kompleksa so bila potrebna obsežna izkopavanja: delavci so odstranili del Kvilinala in Kapitolskega griča, da sta zapirala dolino zasedeno s cesarskimi forumi proti Marsovem polju (Campus Martius).
Možno je, da so bila izkopavanja sprožena pod cesarjem Domicijanom, projekt Foruma pa je bil v celoti pripisan arhitektu Apolodorju iz Damaska, ki je spremljal cesarja Trajana v dačanski vojni.
V času gradnje je potekalo še nekaj projektov: gradnja Trajanove tržnice in obnova Cezarjevega foruma (kjer je bila zgrajena bazilika Argentaria) in tempelj Venere Genetrix.

## Zgradba
Forum je obsegal velik trg s portiki, dolg 300 metrov in širok 185 metrov, z dvema eksedrama na obeh straneh. Glavni vhod je na severnem koncu trga, ki je bil pokrit s pravokotnimi bloki iz belega marmorja in okrašen z velikim konjeniškim kipom Trajana. Na obeh straneh trga so bile trgovine, ki so bile tudi v  eksedrah. Glavni del foruma je bil velik odprt prostor približno 90 m krat 115 m. `
Severno od bazilike je bil manjši trg s templjem, ki je bil posvečen poveličanemu Trajanu na skrajni severni strani, obrnjenem navznoter. Položaj templja, ki je bil posvečen Trajanu in vprašanje njegovega obstoja je stvar vroče razprave med arheologi, kar je še posebej očitno v razpravi med Jamesom E. Packerjem in Robertom Meneghinijem . Neposredno severno od bazilike Ulpijcev sta na obeh straneh foruma obstajali dve knjižnici, ena z latinskimi dokumenti in druga grški dokumenti. Med knjižnicami je stal 38-metrski Trajanov steber.
Konstancij II. je med obiskom Rima leta 357 , je bil presenečen nad ogromnim konjeniškim kipom Trajana in okolico:
Toda ko je [Konstancij II.] prišel na Trajanov forum, konstrukcijo, ki je edinstvena pod nebom, kot verjamemo, in občudovanja vredna celo po soglasnem mnenju bogov, je stal v začudenju, obrnil pozornost na velikanski kompleks okoli njega in začel opisovati, da tega nikoli več ne posnemajo smrtniki. Tako se je odrekel vsakršnemu upanju, da bi poskusil kaj takega, in rekel, da želi posnemati le Trajanovega konja, postavljenega sredi atrija s cesarjem na hrbtu. In princ Ormisda, ki je stal ob njem, je odgovoril s hudomušno: »Najprej, cesar, naročite konstrukcijo takšnega hleva, da bo konj, ki ga želite narediti, našel primerno nastanitev, kot jo imamo pred našimi oči«'. (Ammianus Marcellinus), Histories XVI.10.15-16
Cesarjev obisk in znamenitosti foruma je opisal zgodovinar Ammian Marcellin.
V sodobnem času je ostal le del tržnic in Trajanov steber. Številni stebri, ki so v preteklosti tvorili baziliko Ulpijcev, so ostali na mestu in so bili ponovno postavljeni. Gradnja Via dei Fori Imperiali leta 1933 je zajela več teh stebrov, ki so še vedno vidni pod loki, po katerimi poteka cesta.

## Post-rimska zgodovina
Sredi 9. stoletja so bili marmorni kamniti bloki trga sistematično odstranjeni in ponovno uporabljeni, ker so bili dober vir kakovostnega apna. Zamenjali so jih z betonom, kar kaže, da je bil trg še vedno v uporabi kot javni prostor.
- Zemljevid, ki prikazuje Trajanov forum
- Plan of Trajan's Forum
- Trajanov forum ponoči